# Eddie Slovik
Edward Donald Slovik (18 de febrero de 1920 - 31 de enero de 1945) fue un soldado del Ejército de los Estados Unidos durante la Segunda Guerra Mundial y el único soldado estadounidense que fue sometido a un consejo de guerra y ejecutado por deserción desde la Segunda Guerra Mundial. Aunque más de 21.000 soldados estadounidenses fueron condenados a diversas penas por deserción durante la Segunda Guerra Mundial, incluidas 49 penas de muerte, la de Slovik fue la única que se ejecutó.
Durante la Segunda Guerra Mundial se celebraron 1,7 millones de consejos de guerra, lo que representa un tercio de todos los casos penales juzgados en Estados Unidos durante el mismo periodo. La mayoría de los casos eran menores, al igual que las sentencias. Sin embargo, una junta de clemencia, nombrada por el Secretario de Guerra en el verano de 1945, revisó todos los consejos de guerra generales en los que el acusado seguía confinado, y remitió o redujo la sentencia en el 85 % de los 27.000 casos graves revisados. La pena de muerte se imponía raramente, y normalmente solo en casos de violación o asesinato. Slovik fue el único soldado ejecutado que había sido condenado por un delito "puramente militar".

## Primeros años y educación
Slovik nació en Detroit, Míchigan, en 1920 en el seno de una familia católica polaco-estadounidense, hijo de Anna y Josef Slowikowski. Cuando era menor de edad, era un alborotador y tenía contacto con la policía con frecuencia. Slovik fue detenido por primera vez a los 12 años cuando, junto con unos amigos, entró en una fundición para robar latón. Entre 1932 y 1937, fue detenido varias veces por delitos que incluían hurto, robo con allanamiento de morada y alteración del orden público. En octubre de 1937 fue enviado a prisión, pero salió en libertad condicional en septiembre de 1938. Tras robar y estrellar un coche con dos amigos mientras estaba borracho, fue enviado de nuevo a prisión en enero de 1939.

## Carrera profesional
En abril de 1942, Slovik fue puesto en libertad condicional una vez más. Entonces consiguió un trabajo en Montella Plumbing and Heating en Dearborn, Míchigan. Mientras trabajaba allí, conoció a la que sería su esposa, Antoinette Wisniewski. Ella trabajaba como contable para el propietario de Montella Plumbing, James Montella. Se casaron el 7 de noviembre de 1942 y vivieron con los padres de ella. Los antecedentes penales de Slovik le hicieron ser clasificado como moralmente no apto para el servicio en el ejército estadounidense (4-F), pero, poco después del primer aniversario de boda de la pareja, Slovik fue reclasificado como apto para el servicio (1-A) y, posteriormente, dirigido por el Ejército el 3 de enero de 1944, desde Detroit.
Slovik llegó al Campamento Wolters, Texas para recibir entrenamiento militar básico el 24 de enero de 1944, y fue asignado a la Compañía D del 59.º Batallón de Entrenamiento de Infantería el 31 de enero de 1944. El 11 de julio de 1944, fue asignado al Depósito de Reemplazo de Fuerzas Terrestres N.º 1 en Fort George G. Meade, Maryland. En agosto, fue enviado para unirse a la lucha en la Francia ocupada por los alemanes, y fue asignado al 3.er Depósito de Reemplazo. El 24 de agosto, fue uno de los 129 reemplazos asignados a la 28.ª División de Infantería. Permaneció en la zona de retaguardia de la división durante la noche, antes de ser asignado junto con otros quince hombres a la Compañía G, 109.º Regimiento de Infantería el 25 de agosto de 1944.

### Deserción
Mientras se dirigía a su unidad asignada cerca de Elbeuf, Francia, Slovik y el soldado John Tankey, un amigo que conoció en Fort Meade, se pusieron a cubierto durante un ataque de artillería durante la noche y se separaron de la Compañía G. La Compañía G se puso en marcha a la mañana siguiente, dejando inadvertidamente a Slovik y Tankey atrás. Slovik y Tankey descubrieron que una unidad del Policía Militar Canadiense había ocupado la ciudad, y permanecieron con ellos durante las seis semanas siguientes. Tankey escribió a su regimiento para explicar su ausencia antes de que los canadienses hicieran los arreglos necesarios para que regresaran al servicio con su unidad el 7 de octubre de 1944.
Al día siguiente, el 8 de octubre, Slovik informó a su comandante de compañía, el capitán Ralph Grotte, de que estaba "demasiado asustado" para servir en una compañía de fusiles de primera línea y pidió ser reasignado a una unidad en una zona de retaguardia. A continuación, le dijo a Grotte que huiría si le asignaban a una unidad de fusileros, y le preguntó a su capitán si eso constituiría una deserción, que daría lugar a un consejo de guerra. Grotte confirmó que sí, rechazó la petición de Slovik de ser reasignado y lo envió a un pelotón de fusileros.
Al día siguiente, el 9 de octubre, Slovik desertó de su unidad. John Tankey le alcanzó y trató de convencerle de que se quedara, pero el único comentario de Slovik fue que su "decisión estaba tomada". Slovik caminó varias millas hacia la retaguardia y se acercó a un cocinero alistado en un destacamento del gobierno militar del 112.º Regimiento de Infantería, presentándole una nota que decía:
Yo, el soldado Eddie D. Slovik, 36896415, confieso la deserción del Ejército de los Estados Unidos. En el momento de mi deserción estábamos en Albuff en Francia. Llegué a Albuff como reemplazo. Estaban bombardeando la ciudad y nos dijeron que nos atrincheráramos para pasar la noche. A la mañana siguiente nos bombardearon de nuevo. Estaba tan asustado, con nervios [sic / "nervioso"] y temblando, que cuando los otros reemplazos salieron, yo no podía moverme. Me quedé allí, en mi pozo de tirador, hasta que se calmó y pude moverme. Entonces me dirigí al pueblo. Al no ver a ninguna de nuestras tropas, pasé la noche en un hospital francés. A la mañana siguiente me entregué al Cuerpo de Preboste canadiense [sic / "corps"]. Después de estar con ellos seis semanas me entregaron a la policía militar americana. Le conté a mi oficial al mando mi historia. Le dije que si tenía que volver a salir allí, me escaparía. Me dijo que no podía hacer nada por mí, así que me escapé de nuevo, y me escaparé de nuevo si tengo que ir allí.
El cocinero llevó a Slovik ante un policía militar, entonces su comandante de compañía, que leyó la nota e instó a Slovik a que la destruyera antes de ser detenido. Slovik se negó. Fue llevado ante el Teniente Coronel Ross Henbest, que volvió a ofrecerle la oportunidad de romper la nota, volver a su unidad y no enfrentarse a más cargos; Slovik volvió a negarse. Henbest instruyó a Slovik para que escribiera otra nota en el reverso de la primera en la que afirmara que comprendía perfectamente las consecuencias legales de incriminarse deliberadamente, y que se utilizaría como prueba contra él en un consejo de guerra.
Slovik fue detenido y confinado en la empalizada de la división. El teniente coronel Henry Sommer, del Cuerpo de Abogados Generales del Ejército de los Estados Unidos, ofreció a Slovik una tercera y última oportunidad de reincorporarse a su unidad a cambio de que se retiraran los cargos contra él. También le ofreció trasladar a Slovik a otro regimiento de infantería de la división donde nadie conociera su pasado y pudiera empezar de cero. Slovik, que seguía convencido de que sólo se enfrentaría a la cárcel (que ya había experimentado y que consideraba mucho más tolerable que el combate) rechazó estas ofertas, diciendo: "He tomado una decisión. Aceptaré mi consejo de guerra".

### Consejo de Guerra
La 28.ª División de Infantería tenía previsto iniciar una Batalla del Bosque de Hürtgen. El ataque que se avecinaba era de conocimiento común en la unidad, y se esperaba que el índice de bajas fuera alto, ya que el prolongado combate en la zona había sido inusualmente agotador. Los alemanes estaban decididos a mantener el terreno, y el clima redujo en gran medida las habituales ventajas estadounidenses en materia de blindaje y Apoyo aéreo. Una pequeña minoría de soldados (menos del 0,5 %) indicaron que preferían ser encarcelados antes que permanecer en combate, y los índices de deserción y otros delitos habían comenzado a aumentar.
Slovik fue acusado de deserción para evitar un servicio peligroso y juzgado por un consejo de guerra el 11 de noviembre de 1944. Slovik tuvo que ser juzgado por un consejo de guerra compuesto por oficiales de Estado Mayor de otras divisiones del Ejército de Estados Unidos, porque todos los oficiales de combate de la 28.ª División de Infantería estaban luchando en el frente. El fiscal, el capitán John Green, presentó testigos a los que Slovik había manifestado su intención de "huir". Según su abogado defensor, el capitán Edward Woods, Slovik había decidido no testificar. Al final del día, los nueve miembros del tribunal declararon a Slovik culpable y lo condenaron a muerte. La sentencia fue revisada y aprobada por el comandante de la división, Mayor General Norman Cota. La actitud declarada del general Cota fue: "Dada la situación tal y como la conocía en noviembre de 1944, pensé que era mi deber con este país aprobar esa sentencia. Si no la hubiera aprobado -si hubiera dejado que Slovik cumpliera su propósito- no sé cómo podría haber subido a la línea y mirar a la cara a un buen soldado".
El 9 de diciembre, Slovik escribió una carta al Comandante Supremo Aliado, el General Dwight D. Eisenhower, pidiendo clemencia. Sin embargo, la deserción se había convertido en un problema sistémico en Francia, y la Batalla de las Ardenas, una ofensiva alemana por sorpresa a través de las Ardenas, comenzó el 16 de diciembre con graves bajas estadounidenses, rodeando y sorteando a muchas unidades y tensando la moral de la infantería en la mayor medida vista hasta entonces durante la guerra.
Eisenhower confirmó la orden de ejecución el 23 de diciembre, señalando que era necesaria para desalentar más deserciones. La sentencia fue un shock para Slovik, que esperaba una baja deshonrosa y una pena de prisión, el mismo castigo que había visto aplicar a otros desertores de la división mientras él estaba confinado en la empalizada. Como era un ex convicto, una baja deshonrosa habría tenido poco impacto en su vida civil como trabajador común, y se esperaba que las penas de prisión militar por delitos de disciplina fueran conmutadas una vez terminada la guerra.

## Ejecución
La ejecución por fusilamiento se llevó a cabo a las 10:04 a. m. del 31 de enero de 1945, cerca del pueblo de Sainte-Marie-aux-Mines. El desafiante Slovik dijo a los soldados cuyo deber era prepararlo para el pelotón de fusilamiento antes de que lo condujeran al lugar de la ejecución:
No me van a fusilar por desertar del Ejército de los Estados Unidos, miles de tipos lo han hecho. Solo necesitan hacer un ejemplo de alguien y yo lo soy porque soy un ex convicto. Solía robar cosas cuando era un niño, y eso es por lo que me están disparando. Me disparan por el pan y el chicle que robé cuando tenía 12 años.
Como exige la costumbre militar, el uniforme de Slovik fue despojado de todas las insignias militares identificativas, botones y cualquier otro adorno. Lo envolvieron con una manta militar sobre los hombros para protegerlo del frío y lo condujeron al patio de una casa elegida para la ejecución por su alto muro de mampostería, que desviaría las balas errantes y disuadiría a los civiles franceses locales de presenciar el proceso. Los soldados lo colocaron contra un poste de 15 pulgadas por 6 pulgadas (15 × 15 cm). A continuación, le ataron al poste con cinturones de tela, uno de ellos envuelto alrededor y debajo de los brazos y colgado de un pincho en la parte trasera del poste para evitar que su cuerpo se desplomara tras la descarga, y los otros asegurando su cintura y sus rodillas. Justo antes de que un soldado le colocara una capucha negra sobre la cabeza, el capellán que lo atendía, el padre Carl Patrick Cummings, le dijo a Slovik: "Eddie, cuando subas, reza un poco por mí". Slovik respondió con sus últimas palabras: "De acuerdo, padre. Rezaré para que no me siga demasiado pronto".
Doce soldados elegidos a dedo del 109.º Regimiento fueron destinados al pelotón de fusilamiento. Las armas utilizadas eran fusiles M1 Garand de serie, once de ellos cargados con una sola bala y un fusil cargado con una bala de fogueo. A la orden de "Fuego", Slovik recibió once impactos de bala, al menos cuatro de ellos mortales. Las heridas iban desde lo alto de la región del cuello hasta el hombro izquierdo, sobre el pecho izquierdo y bajo el corazón. Una bala estaba en la parte superior del brazo izquierdo. Un médico del ejército determinó rápidamente que Slovik no había muerto inmediatamente. Mientras los fusiles del pelotón se recargaban para disparar otra descarga, Slovik murió. Tenía 24 años. La ejecución completa duró 15 minutos.

## Entierro
Slovik fue enterrado en la Parcela E del Cementerio y Monumento Americano de Oise-Aisne en Fère-en-Tardenois, junto a 95 soldados americanos ejecutados por violación o asesinato. Sus lápidas están ocultas por los arbustos y llevan números correlativos en lugar de nombres, por lo que es imposible identificarlos individualmente sin conocer la clave. Antoinette Slovik solicitó al Ejército los restos de su marido y su pensión hasta su muerte en 1979.
El caso de Slovik fue retomado en 1981 por el antiguo Condado de Macomb El comisario Bernard V. Calka, un veterano polaco-americano de la Segunda Guerra Mundial, continuó solicitando al Ejército la devolución de los restos de Slovik a Estados Unidos. En 1987, convenció al presidente Ronald Reagan para que ordenara su devolución. En 1987, Calka recaudó 5000 dólares para pagar la exhumación de los restos de Slovik de la Fila 3, Tumba 65 de la Parcela E y su traslado al Cementerio de Woodmere de Detroit, donde Slovik fue enterrado de nuevo junto a su esposa. El registro de servicio militar de Slovik es ahora un registro de archivo público disponible en el Centro de Registros de Personal Militar.
Antoinette Slovik y otras personas solicitaron a siete presidentes estadounidenses (Harry S. Truman, Dwight D. Eisenhower, John F. Kennedy, Lyndon B. Johnson, Richard Nixon, Gerald Ford y Jimmy Carter) un indulto, pero no se le concedió ninguno.

## Análisis
En los ejércitos de todo el mundo, los consejos de guerra han impuesto penas de muerte por ofensas como cobardía, deserción, insubordinación y motín. En Francia, durante la Primera Guerra Mundial, de 1917 a 1918, el Ejército de los Estados Unidos ejecutó a 35 de sus propios soldados, pero todos fueron condenados por violación o por asesinato no provocado de civiles y no por delitos militares. Durante la Segunda Guerra Mundial, en todos los teatros de la guerra, el ejército de los Estados Unidos ejecutó a 102 de sus propios soldados por violación o asesinato no provocado de civiles, pero sólo Slovik fue ejecutado por el delito militar de deserción.
El coronel Robert C. Bard del judge advocate general's office señaló que de los 2864 miembros del ejército juzgados por deserción durante el período comprendido entre enero de 1942 y junio de 1948, 49 fueron declarados culpables y condenados a muerte, y 48 de esas sentencias fueron conmutadas por una autoridad superior. Al menos uno de los miembros del tribunal llegó a creer que la ejecución de Slovik era una injusticia a la luz de todas las circunstancias, y que era un ejemplo de tratamiento dispar de un proceso defectuoso.

## En la cultura popular
En 1960, Frank Sinatra anunció su plan de producir una película titulada La ejecución del soldado Slovik, que sería escrita por el guionista de la lista negra Hollywood 10 Albert Maltz. Este anuncio provocó una gran indignación, y Sinatra fue acusado de ser un simpatizante comunista. Como Sinatra estaba haciendo campaña por John F. Kennedy para presidente, el bando de Kennedy se preocupó, y finalmente persuadió a Sinatra para que cancelara el proyecto.
En 1974, el libro de 1954 fue adaptado para una película para televisión protagonizada por Martin Sheen, también llamada La ejecución del soldado Slovik. Se producen algunas licencias dramáticas, incluso durante la ejecución. No hay pruebas, por ejemplo, de que el sacerdote que asistió a la ejecución de Slovik gritara "Dale otra descarga si te gusta tanto" después de que el médico indicara que Slovik seguía vivo.
La película de guerra de 1963 Los vencedores incluye una escena con la ejecución de un desertor que se parece mucho a la deserción y ejecución de Slovik.
Kurt Vonnegut menciona la ejecución de Slovik en su novela de 1969 Matadero-Cinco. Vonnegut también escribió un libreto de acompañamiento para la obra de Ígor Stravinsky L'Histoire du soldat (La historia del soldado), de Igor Stravinsky, que cuenta la historia de Slovik.